# Shoko Mikami
Shoko Mikami (三上 尚子?, Mikami Shoko; Ichihara, 8 gennaio 1981) è un'ex calciatrice giapponese.

## Carriera

### Nazionale
Nel novembre 1999, Mikami è convocata nella Nazionale maggiore in occasione della Coppa d'Asia 1999, dove esordisce nella partita contro Nepal. In tutto, Mikami ha giocato 3 partite con la Nazionale nipponica riuscendo a segnare 2 gol.

## Statistiche

### Cronologia presenze e reti in nazionale
| Cronologia completa delle presenze e delle reti in nazionale ― Giappone | Cronologia completa delle presenze e delle reti in nazionale ― Giappone | Cronologia completa delle presenze e delle reti in nazionale ― Giappone | Cronologia completa delle presenze e delle reti in nazionale ― Giappone | Cronologia completa delle presenze e delle reti in nazionale ― Giappone | Cronologia completa delle presenze e delle reti in nazionale ― Giappone | Cronologia completa delle presenze e delle reti in nazionale ― Giappone | Cronologia completa delle presenze e delle reti in nazionale ― Giappone |
| Data                                                                    | Città                                                                   | In casa                                                                 | Risultato                                                               | Ospiti                                                                  | Competizione                                                            | Reti                                                                    | Note                                                                    |
| ----------------------------------------------------------------------- | ----------------------------------------------------------------------- | ----------------------------------------------------------------------- | ----------------------------------------------------------------------- | ----------------------------------------------------------------------- | ----------------------------------------------------------------------- | ----------------------------------------------------------------------- | ----------------------------------------------------------------------- |
| 12-11-1999                                                              | Barotac Nuevo                                                           | Giappone                                                                | 14 – 0                                                                  | Nepal                                                                   | Coppa d'Asia 1999                                                       | 2                                                                       |                                                                         |
| 14-11-1999                                                              | Iloilo                                                                  | Filippine                                                               | 0 – 6                                                                   | Giappone                                                                | Coppa d'Asia 1999                                                       | -                                                                       |                                                                         |
| 19-11-1999                                                              | Bacolod                                                                 | Giappone                                                                | 0 – 2                                                                   | Taipei cinese                                                           | Coppa d'Asia 1999                                                       | -                                                                       |                                                                         |
| Totale                                                                  |                                                                         | Presenze                                                                | 3                                                                       |                                                                         | Reti                                                                    | 2                                                                       |                                                                         |